# Alfons Kifmann
Alfons Kifmann (* 9. Mai 1946 in Schondorf am Ammersee) ist ein deutscher Journalist, Chefredakteur und Autor. Er lebt in München.

## Leben
Alfons Kifmann besuchte die Oberrealschule (heute Ignaz-Kögler-Gymnasium) in Landsberg am Lech.
Er volontierte 1964–66 in der Nachrichtenredaktion von Radio Free Europe in München und wurde Redakteur bei werben & verkaufen im Süddeutschen Verlag, München. Von 1984 bis 1990 war er Redakteur beim Verlag Gruner+Jahr in Hamburg (Stern und Sports), von 1991 bis 1995 Chefredakteur des Mercedes Magazin in Stuttgart, sowie Redenschreiber für die Mercedes-Benz-Vorstandsvorsitzenden Werner Niefer und Helmut Werner.
Von 1995 bis 1998 war er als Mitglied der Geschäftsleitung des ADAC in München in Doppelfunktion Leiter der Öffentlichkeitsarbeit des Automobilclubs und Chefredakteur der Mitgliederzeitschrift ADAC Motorwelt.
Von 1998 bis 2002 leitete Alfons Kifmann die Öffentlichkeitsarbeit der Mannesmann Sachs AG, Schweinfurt. Seither arbeitet er als freier Autor, Ghostwriter und Buchautor in München. Seit 2010 ist er Herausgeber der Plattform www.emobil-planet.net, die sich mit Zukunftsthemen der Mobilität beschäftigt. Am 24. Januar 2022 war er Telefonjoker eines Kandidaten bei Wer wird Millionär? und verhalf ihm zu 16000 Euro.

## Werke
- mit Notker Wolf: Das Unmögliche denken, das Mögliche wagen, Visionen für eine bessere Zukunft. Gütersloher Verlagshaus, 2019, ISBN 978-3-579-08548-7.
- mit Notker Wolf: Gute Vorsätze, Beim nächsten Mal wird alles anders. Gütersloher Verlagshaus, ISBN 978-3-579-08545-6.
- mit Notker Wolf: Spiritus loci, vom Geist des Ortes – ein spirituelles Reisebuch. Schnell + Steiner, Regensburg 2014, ISBN 978-3-7954-2905-8.
- Die gelbe Gier, Schwarzbuch ADAC, die Insider-Story. Heyne, München 2014, ISBN 978-3-453-60340-0.
- Schondorf, oder wir Barackenkinder. ISBN 978-3-8442-4361-1.
- In Nonsens Veritas. ISBN 978-3-8442-4259-1.
- mit Notker Wolf: JETZT ist die Zeit für den Wandel – Nachhaltig leben, für eine gute Zukunft. Herder, Freiburg 2012, ISBN 978-3-451-32454-3.
- Der Aufschwung. In: Sandra Schneider (Hrsg.): Ich habe es erlebt. Das späte 20. Jahrhundert in Zeitzeugenberichten. Cornelia-Goethe-Akademie-Verlag, Frankfurt am Main 2006, ISBN 3-86548-070-5, S. 201.